# Coimbraspringaap
De coimbraspringaap (Callicebus coimbrai)  is een zoogdier uit de familie van de sakiachtigen (Pitheciidae). De wetenschappelijke naam van de soort werd voor het eerst geldig gepubliceerd door Kobayashi & Langguth in 1999.

## Voorkomen
De soort komt voor in Brazilië.